# IC 1432
IC 1432 ist eine Galaxie vom Hubble-Typ S im Sternbild Pegasus am Nordsternhimmel. Sie ist schätzungsweise 785 Millionen Lichtjahre von der Milchstraße entfernt.
Das Objekt wurde am 19. August 1893 von Stéphane Javelle entdeckt.